# Михаел Рензинг
Михаел Рензинг (на немски: Michael Rensing) е германски футболист роден на 14 май, 1984 г. в Линген, Германия. Играе за Байерн Мюнхен като вратар. Мнозина казват, че ще надмине Оливер Кан.

## Кариера
Рензинг се присъединява към Байерн Мюнхен през 2000 г., за да развие таланта си в младежкия отбор.
Дебютът си в бундеслигата прави на 21 февруари 2001 г., с домакинската победа над Хамбургер ШФ с 1-0, като играе през целите 90 минути. Не допуска гол и във втория си мач срещу Шалке 04.
През сезона 2004-05, Рензинг доказва, че е достоен заместник на Оливер Кан, като изиграва два цели блестящи мача. Първият срещу Кайзерслаутерн с 4-0, а вторият срещу Майнц 05 с 4-2.
През сезон 2005-06, той отново показва качествата си в бундеслигата, а и прави дебюта си в КЕШ срещу Милан. Мачът свършва 1-1, а голът, вкаран на Ренсинг е от дузпа, изпълнена от Андрий Шевченко.
Михаел Рензинг е кандидат номер 1 за поста на Оливер Кан, след оттеглянето му през 2008 г.